# Robert Spencer (2e comte de Sunderland)
Pour les articles homonymes, voir Robert Spencer (homonymie) et Spencer.
Pour les autres membres de la famille, voir Famille Spencer.
Robert Spencer, né le 5 septembre 1641 à Paris et mort le 28 septembre 1702 à Althorp, 2e comte de Sunderland, est un militaire, diplomate et homme d'État anglais.

## Biographie
Fils de Henry Spencer, 1er comte de Sunderland et de Lady Dorothy Sidney (en), il rentre dans la carrière des armes. Capitaine au Prince Rupert's Regiment of Horse (en), il est successivement nommé ambassadeur à Madrid (1671-1672), à Paris (1672-1673), puis aux Provinces-Unies (1673).
Gentleman of the Bedchamber (en) de 1673 à 1679, il est admis au Conseil privé.
Il occupe alternativement les fonctions de Secretary of State for the Northern Department (en) et de Secretary of State for the Southern Department (en) entre 1679 et 1688.
Il est Lord Président du Conseil de 1685 à 1688 et Lord Chambellan de 1695 à 1699.
Il fut également Lord Lieutenant et Custos Rotulorum (en) du Staffordshire et du Warwickshire.
Marié en 1665 à Anne Digby (en), fille de George Digby, 2e Comte de Bristol, il est le père de Charles Spencer, 3e Comte de Sunderland, ainsi que le beau-père de James Hamilton 4e Duc de Hamilton et de Donough MacCarthy, 4e Comte de Clancarty.

## Sources
- (en) Cet article est partiellement ou en totalité issu de l’article de Wikipédia en anglais intitulé « Robert Spencer, 2nd Earl of Sunderland » (voir la liste des auteurs).